# Notoplax macandrewi
Notoplax macandrewi är en blötdjursart som beskrevs av Tom Iredale och Hull 1925. Notoplax macandrewi ingår i släktet Notoplax och familjen Acanthochitonidae. Inga underarter finns listade i Catalogue of Life.